# Urząd Ochrony Konkurencji i Konsumentów
Urząd Ochrony Konkurencji i Konsumentów (UOKiK) – polski urząd antymonopolowy obsługujący Prezesa Urzędu Ochrony Konkurencji i Konsumentów, który jest centralnym organem administracji rządowej, działający na podstawie ustawy z dnia 16 lutego 2007 r. o ochronie konkurencji i konsumentów. Organizację Urzędu określa statut nadany w drodze zarządzenia przez Prezesa Rady Ministrów.
Zgodnie z przepisami transakcja podlega zgłoszeniu do urzędu antymonopolowego, jeżeli biorą w niej udział przedsiębiorcy, których łączny obrót w roku poprzedzającym przekroczył 1 mld euro na świecie lub 50 mln euro w Polsce.

## Historia
Pierwszym organem antymonopolowym w rodzącej się polskiej gospodarce wolnorynkowej był minister finansów, który swoje działania w zakresie ochrony krajowego rynku oraz jego uczestników przed praktykami monopolistycznymi jednostek gospodarczych realizował, korzystając z przyznanych mu kompetencji przez ustawę z 28 stycznia 1987 r. o przeciwdziałaniu praktykom monopolistycznym w gospodarce narodowej.
W celu zapewnienia rozwoju konkurencji, ochrony podmiotów gospodarczych narażonych na stosowanie praktyk monopolistycznych oraz ochrony interesów konsumentów, ustawą z dnia 24 lutego 1990 r. o przeciwdziałaniu praktykom monopolistycznym powołano Urząd Antymonopolowy, jako centralny organ administracji państwowej w sprawach przeciwdziałania praktykom monopolistycznym, podległy Radzie Ministrów. Uchylona została poprzednia ustawa, tym samym minister finansów utracił kompetencje organu antymonopolowego na rzecz Urzędu Antymonopolowego. W 1996 nastąpiła zmiana nazwy Urzędu na Urząd Ochrony Konkurencji i Konsumentów. Obecnie funkcję organu antymonopolowego pełni Prezes Urzędu.

## Organizacja

### Prezes Urzędu
Prezes Urzędu jest centralnym organem administracji rządowej właściwym w sprawach ochrony konkurencji i konsumentów. Prezes Rady Ministrów sprawuje nadzór nad działalnością Prezesa Urzędu.
Prezes Urzędu jest:
- organem wykonującym zadania nałożone na władze państw członkowskich Unii Europejskiej na podstawie art. 84 i art. 85 Traktatu ustanawiającego Wspólnotę Europejską. W szczególności Prezes Urzędu jest właściwym organem ochrony konkurencji w rozumieniu art. 35 rozporządzenia nr 1/2003/WE,
- jednolitym urzędem łącznikowym w rozumieniu przepisów rozporządzenia nr 2006/2004/WE oraz, w zakresie swoich ustawowych kompetencji, jest właściwym organem, o którym mowa w art. 4 ust. 1 rozporządzenia nr 2006/2004/WE.

Prezes Rady Ministrów powołuje i odwołuje Prezesa Urzędu spośród osób wyłonionych w drodze otwartego i konkurencyjnego naboru. Odwołany Prezes Urzędu pełni obowiązki do dnia powołania jego następcy.

#### Lista Prezesów Urzędu Ochrony Konkurencji i Konsumentów
- Anna Fornalczyk (1990–1995)
- Andrzej Sopoćko (1995–1997)
- Tadeusz Aziewicz (1998–2001)
- Cezary Banasiński (2001–2007)
- Marek Niechciał (od 4 kwietnia 2007 do 4 czerwca 2008)
- Małgorzata Krasnodębska-Tomkiel (od 4 czerwca 2008 do 10 lutego 2014)
- Adam Jasser (od 18 marca 2014 do 21 stycznia 2016)
- Marek Niechciał (od 12 maja 2016 do 23 grudnia 2019[7])
- Tomasz Chróstny (od 27 stycznia 2020[8][9])

#### Kierownictwo
- Tomasz Chróstny – prezes od 27 stycznia 2020
- Daniel Mańkowski – wiceprezes od listopada 2023

### Jednostki organizacyjne
W skład Urzędu wchodzą komórki organizacyjne Centrali Urzędu:
- Biuro Prezesa
- Biuro Kadr, Szkolenia i Organizacji
- Biuro Finansowe
- Biuro Administracyjne
- Biuro Współpracy Międzynarodowej
- Biuro Informatyki i Ochrony
- Biuro Analiz Sygnałów Konsumenckich
- Biuro Analiz Dowodowych
- Departament Komunikacji
- Departament Prawny
- Departament Analiz Rynku
- Departament Ochrony Konkurencji
- Departament Kontroli Koncentracji
- Departament Monitorowania Pomocy Publicznej
- Departament Przewagi Kontraktowej
- Departament Ochrony Zbiorowych Interesów Konsumentów
- Departament Nadzoru Rynku
- Departament Inspekcji Handlowej
- Departament Laboratoriów
- Departament Postępowań w Sprawach Zatorów Płatniczych
- Departament Wsparcia Postępowań w Sprawach Zatorów Płatniczych
- Departament Rozwoju Analiz,

a także delegatury Urzędu (w Bydgoszczy, Gdańsku, Katowicach, Krakowie, Lublinie, Łodzi, Poznaniu i Wrocławiu) i laboratoria nadzorowane przez Prezesa Urzędu.

## Budżet, zatrudnienie i wynagrodzenia
Wydatki i dochody Urzędu Ochrony Konkurencji i Konsumentów są realizowane w części 53 budżetu państwa. Najważniejsze źródło dochodów Urzędu stanowią kary nakładane na przedsiębiorstwa za nieprzestrzeganie przepisów ustawy o ochronie konsumentów i konkurencji.
W 2017 wydatki UOKiK wyniosły 68,47 mln zł, a dochody 39,89 mln zł. Przeciętne zatrudnienie w przeliczeniu na pełne etaty wyniosło 452 osoby, a średnie miesięczne wynagrodzenie brutto 6345 zł.
W ustawie budżetowej na 2018 wydatki Urzędu zaplanowano w wysokości 75,63 mln zł, a dochody 26,03 mln zł.

## Działalność
Dla potrzeb konsumentów szukających bezpłatnej porady w 2012 r. Urząd Ochrony Konkurencji i Konsumentów uruchomił na stronie serwisu internetowego UOKiK centrum elektronicznych porad.
UOKiK prowadzi rejestr, który gromadzi niezgodne z prawem postanowienia umów, tak zwane klauzule niedozwolone (abuzywne).
UOKiK prowadzi działalność edukacyjną. Od 2008 r. organizowany jest konkurs na najlepszą pracę magisterską. Pierwsze dwie edycje poświęcone były ochronie konkurencji, a w 2011 r. poszerzono tematykę o ochronę konsumentów. Od 2015 r. wybierane są również najlepsze prace doktorskie.

## Krytyka działań UOKiK
Jego decyzje krytykowane były m.in. przez związki zawodowe działające w spółce Baterpol za zakaz przejęcia przedsiębiorstwa Orzeł Biały. Słuszność tej decyzji została potwierdzona przez sąd.
Zezwolił na połączenie satelitarnych platform cyfrowych n i Cyfra+ w nc+, mimo że stwierdził, że „na obszarach nieobjętych działalnością sieci kablowych operatorzy platform satelitarnych konkurują wyłącznie między sobą”, a z sieci kablowych korzysta 4,6 mln gospodarstw domowych z 13,5 mln w Polsce.